# Arenaria hintoniorum
Arenaria hintoniorum är en nejlikväxtart som beskrevs av Billie Lee Turner. Arenaria hintoniorum ingår i släktet narvar, och familjen nejlikväxter. Inga underarter finns listade i Catalogue of Life.